# Ocaña, Tây Ban Nha
Xem thêm Ocaña, thành phố ở Colombia

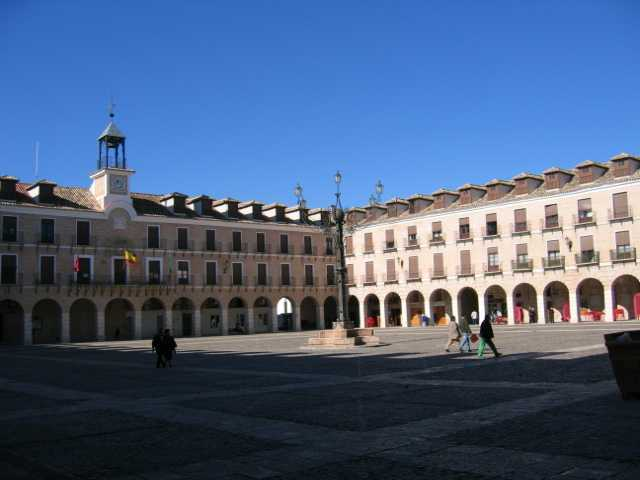
Tòa thị chính Ocaña

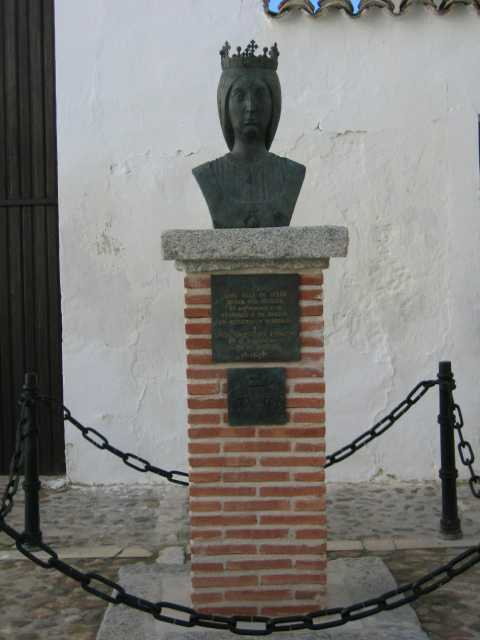
Busto de Isabel la Católica en Ocaña

Ocaña, alà một đô thị trong tỉnh Toledo, Castile-La Mancha, Tây Ban Nha. Dân số năm 1900 là 6616 người. Đô thị này có tọa độ 39°57′25″N 3°29′48″E / 39.95694, -3.49667, nằm ở khu vực có độ cao 730 m trên mực nước biển. Ocaña cách Toledo 51 km, cách Madrid 60 km. Diện tích là 148 km², mật độ dân số năm 2006 là 48,51 người/km²